# Gabriel Aghion
Gabriel Aghion (* 30. Dezember 1955 in Alexandria, Ägypten) ist ein französischer Filmregisseur und Drehbuchautor.

## Leben
Aghions Vorfahren waren als Juden aus Spanien nach Italien geflohen und hatten sich schließlich in Alexandria niedergelassen, wo Aghion 1955 zur Welt kam. Er wuchs als einziger Sohn in einer wohlhabenden Familie auf, die im Besitz umliegender Baumwollfelder war und in der ägyptischen Metropole eine Schule für bedürftige Juden unterhielt. Als Aghion vier Jahre alt war, siedelten er und seine Familie nach Paris über, wo er fortan in deutlich bescheideneren Verhältnissen lebte. Zuflucht fand er dabei in einem örtlichen Kino und zeitweilig auch in der Kommunistischen Jugend. Im Alter von 14 Jahren drehte er seine ersten Super-8-Filme. Eine mit seiner Mutter befreundete Schauspielerin erkannte sein Talent und empfahl ihn schließlich weiter. In den 1970ern und Anfang der 1980er Jahre kam er so als Regieassistent von Filmemachern wie Claude Zidi, Jean-Jacques Beineix und Willard Huyck zum Einsatz. Mit der Filmkomödie La Scarlatine, die von seiner Kindheit in Paris inspiriert wurde und in der Brigitte Fossey und Stéphane Audran Hauptrollen übernahmen, lieferte er 1983 sein Langfilmdebüt, das sich jedoch wie auch später sein zweiter Film Rue du bac (1991) als Misserfolg herausstellte.
Im Jahr 1996 konnte er hingegen als Regisseur und Drehbuchautor von Auch Männer mögen’s heiß! einen großen Erfolg verbuchen. In Frankreich war die Schwulenkomödie mit mehr als vier Millionen Zuschauern der erfolgreichste französische Film des Jahres. Der Hauptdarstellerin Fanny Ardant bescherte der Film einen César. Aghion selbst wurde zusammen mit Patrick Timsit, der neben Ardant und Richard Berry auch eine der Hauptrollen spielte, für den französischen Filmpreis in der Kategorie Bestes Drehbuch nominiert.
Für den satirischen Historienfilm Liebeslust und Freiheit (2000), der nach einer Vorlage von Éric-Emmanuel Schmitt das freigeistige Wirken und frivole Leben des Aufklärers Denis Diderot nacherzählt, arbeitete Aghion ein weiteres Mal mit Ardant zusammen. Ein Jahr zuvor hatte er für die Filmkomödie Meine schöne Schwiegermutter auch mit Frankreichs anderem großen Star, Catherine Deneuve, gedreht. Diese konnte er 2001 neben den Hauptdarstellerinnen Josiane Balasko und Nathalie Baye auch für einen Cameo-Auftritt in Absolument fabuleux, seinem französischen Remake des britischen Serienhits Absolutely Fabulous, gewinnen. Im Jahr 2004 versuchte sich Aghion mit Pédale dure an einer Fortsetzung von Auch Männer mögen’s heiß, konnte damit jedoch nicht an den enormen Erfolg des Vorgängers anknüpfen. Seither ist er als Regisseur beim französischen Fernsehen tätig.
Die Liebe zum gleichen Geschlecht bildet oft ein zentrales Thema in den Filmen Aghions, einem bekennenden Homosexuellen.

## Filmografie (Auswahl)
Regie
- 1978: Vert paradis (Kurzfilm) – auch Drehbuch
- 1983: La Scarlatine – auch Drehbuch
- 1991: Rue du bac – auch Drehbuch
- 1996: Auch Männer mögen’s heiß! (Pédale douce) – auch Drehbuch
- 1999: Meine schöne Schwiegermutter (Belle maman) – auch Drehbuch
- 2000: Liebeslust und Freiheit (Le Libertin) – auch Drehbuch
- 2001: Absolument fabuleux – auch Drehbuch
- 2004: Pédale dure – auch Drehbuch
- 2007: Monsieur Max (TV-Film)
- 2011: Les Belles soeurs (TV-Film)
- 2011: Un autre monde (TV-Film) – auch Drehbuch
- 2013: Manon Lescaut (TV-Film)
- 2015–2017: La Vie devant elles (TV-Serie, zwölf Folgen)
- 2016: Diabolique (TV-Film)
- 2017: Sam (TV-Serie, sechs Folgen)
- 2018: Tu vivras ma fille (TV-Film)
- 2019: Classe Unique (TV-Film)
- 2020: Police de Caractères (TV-Film)

## Auszeichnungen
- 1997: Zwei Nominierungen für den César in den Kategorien Bester Film und Bestes Drehbuch zusammen mit Patrick Timsit für Auch Männer mögen’s heiß!